# International Journal of Language & Communication Disorders
International Journal of Language & Communication Disorders is een internationaal, aan collegiale toetsing onderworpen wetenschappelijk tijdschrift op het gebied van de audiologie en de logopedie. De naam wordt in literatuurverwijzingen meestal afgekort tot Int. J. Lang. Comm. Disord. Het wordt uitgegeven door Wiley-Blackwell namens het Royal College of Speech & Language Therapists en verschijnt tweemaandelijks. Het eerste nummer verscheen in 1966.